# ادوین کانکلین
ادوین کانکلین (انگلیسی: Edwin Conklin؛ ۲۴ نوامبر ۱۸۶۳ – ۲۰ نوامبر ۱۹۵۲) دانشمند در زمینه زیست‌شناسی و جانورشناسی اهل ایالات متحده آمریکا بود.

## زندگی
کانکلین در والدو، اوهایو به دنیا آمد و در دانشگاه اوهایو وسلیان و دانشگاه جان هاپکینز تحصیل کرد. در دانشگاه‌های اوهایو وسلیان،
انشگاه شمال غربی، دانشگاه پنسیلوانیا و دانشگاه پرینستون به عنوان استاد زیست‌شناسی و جانورشناسی تدریس کرده‌است. او سردبیر و ویراستار ژورنال مورفولوژی، بیولوژیک بیولوژیک، و مجله جانورشناسی تجربی شد.
وی در سال ۱۹۱۲ رئیس انجمن طبیعت گرایان آمریکا و رئیس انجمن انجمن آمریکیان برای پیشرفت علوم در سال ۱۹۳۶ بود و در سال ۱۹۱۴ به عنوان عضو آکادمی هنر و علوم آمریکا انتخاب شد. همچنین از سال ۱۹۳۷ تا ۱۹۳۷ در هیئت امنای خدمات علمی، که اکنون به عنوان انجمن علوم و عموم شناخته می‌شود، خدمت کرد. در سال ۱۹۴۳، کنکلین از آکادمی ملی علوم جوایز جان جی کارتی دریافت کرد. در سال ۱۹۹۵، انجمن زیست‌شناسی توسعه، مدال ادوین گرانت کانکلین را به افتخار وی افتتاح کرد.